# Сырково (Вологодская область)
Сырково — деревня в Никольском районе Вологодской области.
Входит в состав Зеленцовского сельского поселения, с точки зрения административно-территориального деления — в Зеленцовский сельсовет.
Расстояние по автодороге до районного центра Никольска — 57 км, до центра муниципального образования Зеленцово — 3 км. Ближайшие населённые пункты — Суборная, Красная Звезда, Чернцово.
По переписи 2002 года население — 56 человек (25 мужчин, 31 женщина). Всё население — русские.